# Sant'Anna (Caltabellotta)
Sant'Anna è l'unica frazione di Caltabellotta in provincia di Agrigento. Conta 683 abitanti.

## Geografia fisica
Sorge nella vallata sottostante il centro capoluogo, posto a 300 m s.l.m.

## Storia
Il centro attuale risale alla fondazione del 1622 per opera di Francesco Alliata.
Di un certo interesse sono il Santuario di Santa Maria di Montevergini, la chiesa di San Pellegrino e la chiesa del Collegio, che ospita l'antico castello ora convento, dei Principi Alliata. Qui è stato rinvenuto un frammento di mosaico di epoca romana. Si suppone che in questi luoghi sorgesse la città di Triokala.